# Ferrovia Bastia Mondovì-Mondovì
La ferrovia Bastia Mondovì-Mondovì era una linea ferroviaria locale che collegava la città di Mondovì, partendo dalla località Altipiano, con il paese di Bastia Mondovì, nella valle del Tanaro, facente parte dell'originario collegamento per Savona via Carmagnola-Bra-Cherasco-Ceva.

## Storia
Inaugurata il 15 novembre 1875 (Quali? altre fonti riportano come data il 15 dicembre) con capolinea alla stazione di Mondovì Breo, la linea fu progettata per collegare la città di Mondovì alla Ferrovia Bra-Ceva, che percorreva la valle del Tanaro, in corrispondenza della stazione di Bastia Mondovì.
La concessione per la costruzione, in base a un progetto di massima elaborato dall'ing. Soldati nel 1872, fu approvata con regio decreto del 20 agosto 1873 e affidata al Municipio di Mondovì per la durata di 99 anni. L'attestamento della linea era stato previsto a Carrù, con un tratto di circa 4,5 chilometri in comune con la ferrovia Torino-Savona (via Bra-Ceva) delle Strade Ferrate dell'Alta Italia a partire dalla fermata di Val d'Ellero, per l'occasione da trasformarsi in stazione con il nuovo nome di Bastia Mondovì. I lavori di costruzione iniziarono nel 1874 per terminare l'anno successivo.
Nel 1888 venne aperto il prolungamento verso Cuneo con la ferrovia Cuneo-Mondovì.
Nel 1933 fu attivata un'importante variante alla linea per Savona transitando per Fossano e Mondovì, dove fu realizzata una nuova stazione, denominata stazione di Mondovì Altipiano, all'incrocio fra l'esistente Cuneo-Mondovì-Bastia e la nuova Torino-Savona. Di conseguenza la linea Bastia-Mondovì, esclusa dalle relazioni dirette Torino-Savona, perse la sua importanza, restando relegata a un ruolo locale.
La linea fu chiusa al traffico il 31 dicembre 1985. La soppressione fu sancita con decreto ministeriale 73/T del 15 aprile 1987.
Nel 1996 emerse la necessità di provvedere alla bonifica dall'amianto per un gruppo di 23 carrozze accantonate nelle stazioni di Carrù-Clavesana e Bastia Mondovì della ferrovia Bra-Ceva, interrotta in seguito all'alluvione del Tanaro del 1994. Dopo una ricognizione avvenuta l'11 aprile, il giorno 16 seguente le carrozze furono dapprima concentrate a Bastia e quindi trasferite con tre tradotte successive alla stazione di Mondovì, da dove proseguirono per le officine Magliola di Santhià, incaricate della decoibentazione. Da allora la linea non vide più transiti di alcun tipo.
Nell'anno 2016 è stato presentato a Torino il progetto di mobilità MetroGranda, una linea di metropolitana leggera ideata per collegare i principali centri della provincia di Cuneo sfruttando le vecchie linee Savigliano-Saluzzo-Cuneo, Cuneo-Mondovì, Mondovì-Bastia Mondovì, Bastia-Bra, Bra-Cavallermaggiore, Cavallermaggiore-Savigliano. Il progetto prevederebbe quindi la ricostruzione della linea Mondovì-Bastia e un ripristino delle linee Bastia-Bra, Mondovì-Cuneo e Cuneo-Saluzzo-Savigliano. Non sono però al momento previsti finanziamenti.

## Caratteristiche
| Unknown route-map component "exCONTg" |

| Unknown route-map component "exBHF" |

|  | Unknown route-map component "exWBRÜCKE1" |

|  | Unknown route-map component "exkABZg3" |

| Unknown route-map component "exdCONTgq" | Unknown route-map component "exkABZr+12" | Unknown route-map component "exSTR+k34" |  | Unknown route-map component "d" |

|  | Unknown route-map component "exkABZg+4" |

|  | Unknown route-map component "exWBRÜCKE1" |

|  | Unknown route-map component "exWBRÜCKE1" |

| Unknown route-map component "exSKRZ-Mu" |

| Unknown route-map component "exTUNNEL2" |

| Unknown route-map component "exHST" |

| Unknown route-map component "exHST" |

| Unknown route-map component "exTUNNEL2" |

| Unknown route-map component "STR+l" | Unknown route-map component "xKRZu" | Unknown route-map component "CONTfq" |

| Unknown route-map component "LSTR" | Unknown route-map component "exTUNNEL2" |  |

| Unknown route-map component "LSTR" | Unknown route-map component "exBHF" |  |

| 8+785  |
| 26+052 |

| Unknown route-map component "LSTR" | Unknown route-map component "exTUNNEL2" |  |

| Unknown route-map component "KRWl" | Unknown route-map component "xKRWg+r" |  |

| Station on track |

| Unknown route-map component "CONTgq" | Unknown route-map component "ABZgr" |  |

| Continuation forward |

Lungo complessivamente 11,858 km e costituito da un unico binario non elettrificato, il percorso da Breo a Bastia comprendeva 3 brevi gallerie della lunghezza complessiva di 520 m, 2 ponti sull'Ellero lunghi 12,5 m e 26 m e un cavalcavia presso la stazione di Mondovì Breo.

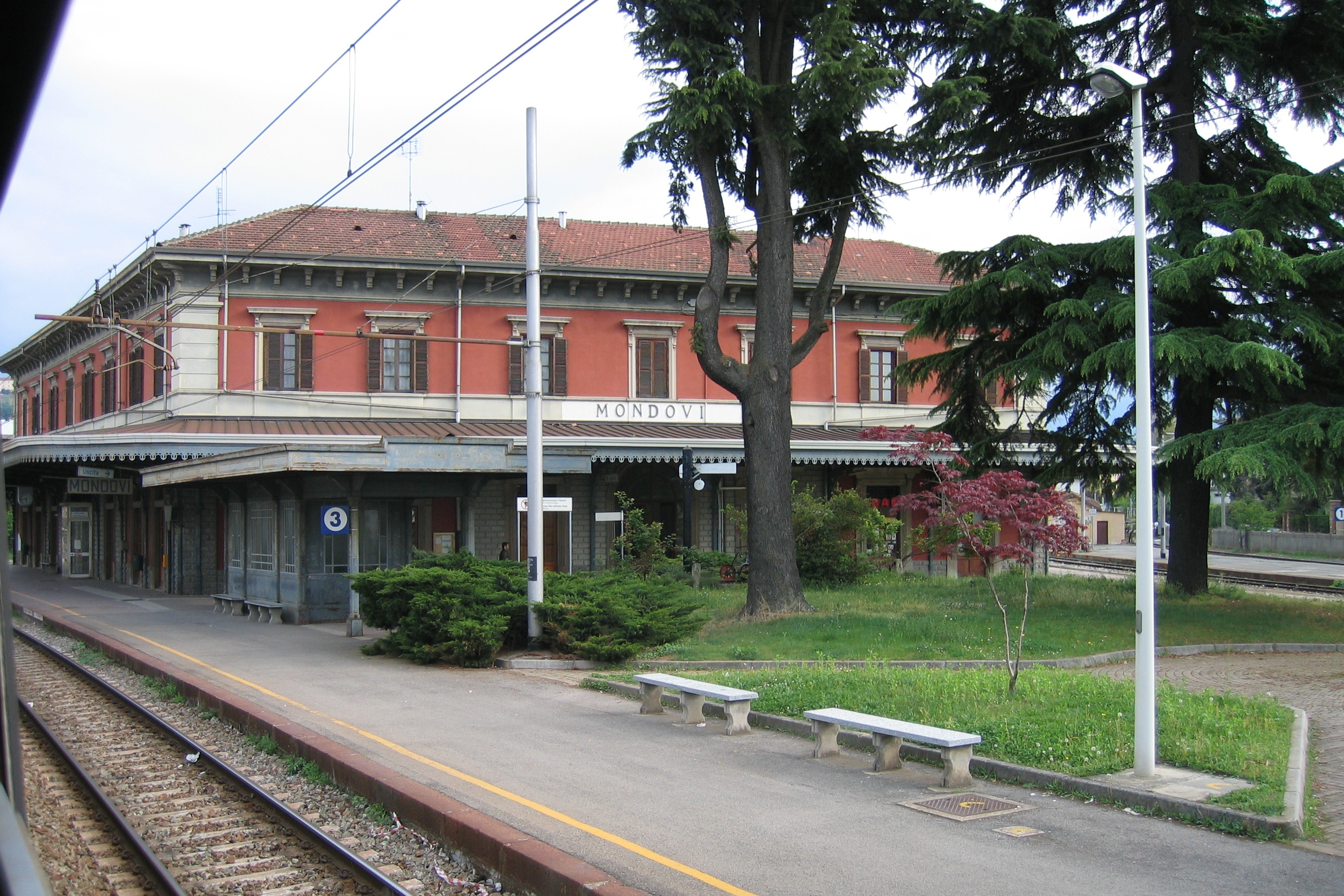
La stazione di Mondovì nel 2006; a destra s'intravede il binario utilizzato per i servizi verso Bastia Mondovì

Lungo il percorso erano presenti anche due stazioni intermedie: Briaglia e Mondovì Ellero.

### Percorso
Diramatasi dalla caratteristica stazione a triangolo di Mondovì, sulla Torino-Savona, la linea piegava inizialmente verso sud ovest per imboccare una galleria ad U, in continua discesa, portava i binari alla stazione di Mondovì Breo, dotata di scalo merci. Da qui i treni trovavano un tempo coincidenza con i servizi della tranvia Fossano-Mondovì-Villanova, raccordata con un binario merci, con quelli della tranvia Mondovì-San Michele e con la funicolare Mondovì Breo-Mondovì Piazza.
La linea proseguiva ulteriormente verso nord est lungo la sponda orografica sinistra del fiume Ellero, con una pendenza massima del 14 per mille, fino a raggiungere, nel fondovalle del Tanaro, la stazione di diramazione di Bastia Mondovì.
Un breve raccordo, retaggio dell'originario progetto quale Mondovì-Carrù, consentiva di evitare il regresso in quest'ultima località per gli eventuali treni merci e di servizio provenienti da Fossano e diretti a Mondovì o viceversa.